# Marek Matějovský
Marek Matějovský (Brandýs nad Labem, 20 de dezembro de 1981) é um futebolista tcheco que atua como meia pelo FK Mladá Boleslav.

## Carreira
Matějovský na sua carreira, teve maior destaque em dois clubes tchecos, o Mladá Boleslav e AC Sparta Praha com longas e marcantes passagens pelos clubes. Na parte estatística, é o atleta que mais atuou na história pelo Mladá Boleslav, com um total de 12 temporadas disputadas em duas passagens (2003-2007) e (2016 - atualmente).

## Seleção nacional
Marek Matějovský representou a Seleção Checa de Futebol, na Eurocopa de 2008, atuando em duas partidas. 